# Shock Treatment (Edgar Winter)
Shock Treatment è il quinto album di Edgar Winter, pubblicato dall'etichetta Epic Records nel maggio del 1974 e sempre prodotto da
Rick Derringer. Il disco arrivò al numero 13 delle classifiche Billboard degli album pop. Il singolo Easy Street si piazzò al numero 83 delle classifiche dei singoli pop, River's Risin' al 33.

## Tracce
Lato A
1. Some Kinda Animal – 3:05 (Dan Hartman)
2. Easy Street – 4:13 (Dan Hartman)
3. Sundown – 3:25 (Dan Hartman)
4. Miracle of Love – 3:38 (Edgar Winter, Dan Hartman)
5. Do Like Me – 4:48 (Edgar Winter, Dan Hartman)

Lato B
1. Rock & Roll Woman – 2:49 (Dan Hartman)
2. Someone Take My Heart Away – 4:08 (Edgar Winter)
3. Queen of My Dreams – 2:15 (Dan Hartman)
4. Maybe Some Day You'll Call My Name – 3:52 (Dan Hartman)
5. River's Risin' – 3:19 (Dan Hartman)
6. Animal – 4:53 (Edgar Winter)

## Musicisti
- Edgar Winter - basso, clavinet, mellotron, organo, pianoforte, sassofono, sintetizzatore, vibrafono, voce
- Rick Derringer - chitarra, basso, sitar, voce
- Dan Hartman - basso, chitarra, voce
- Chuck Ruff - batteria